# Jan Oosthoek
Albert Jan Cornelis Oosthoek (ur. 5 marca 1898 w Rotterdamie, zm. 8 marca 1973 tamże) – piłkarz holenderski grający na pozycji pomocnika. W swojej karierze rozegrał 2 mecze w reprezentacji Holandii.

## Kariera klubowa
W swojej karierze piłkarskiej Oosthoek grał w Sparcie Rotterdam.

## Kariera reprezentacyjna
W reprezentacji Holandii Oosthoek zadebiutował 8 czerwca 1924 roku w zremisowanym 1:1 meczu igrzysk olimpijskich w Paryżu ze Szwecją. W kadrze narodowej rozegrał 2 mecze, oba na igrzyskach w Paryżu.